# Польпенацце-дель-Гарда
Польпенацце-дель-Гарда, Польпенацце-дель-Ґарда (італ. Polpenazze del Garda) — муніципалітет в Італії, у регіоні Ломбардія, провінція Брешія.
Польпенацце-дель-Гарда розташоване на відстані близько 440 км на північ від Рима, 105 км на схід від Мілана, 22 км на схід від Брешії.
Населення — 2610 осіб (2014).
Щорічний фестиваль відбувається 8 вересня. Покровитель — Santa Maria Bambina.

## Демографія
Населення за роками:

Станом на 1 січня 2023 року в муніципалітеті офіційно проживали 194 іноземці з 38 країн, серед них 86 громадян країн Євросоюзу та 16 громадян України.

## Сусідні муніципалітети
- Кальваджезе-делла-Рив'єра
- Манерба-дель-Гарда
- Мусколіне
- Пуеньяго-суль-Гарда
- Сояно-дель-Лаго